# Kruk: Zagadka zbrodni
Kruk: Zagadka zbrodni (org. Raven) – amerykańsko-hiszpańsko-węgierski thriller z 2012 roku. Film jest to fikcyjną opowieścią o ostatnich dniach życia amerykańskiego pisarza Edgara Allana Poego. W filmie Poe ściga seryjnego mordercę, który dokonując swoich zbrodni wzoruje się na twórczości Poego.

## Treść[1]
Akcja toczy się w Baltimore w XIX wieku. Bohaterem filmu jest słynny pisarz Edgar Allan Poe. Film rozpoczyna się z chwilą, gdy Poe największe sukcesy literackie ma już za sobą, przeżywa kryzys twórczy i zmaga się z problemami finansowymi. Równocześnie w mieście dochodzi do makabrycznych zbrodni. Wszystko wskazuje na to, ze ich sprawca wzorował się na twórczości pisarza. Policja zwraca się do Poe'go o pomoc w ujęciu sprawcy

## Obsada[1]
- John Cusack - Edgar Allan Poe
- Luke Evans - inspektor Emmett Fields
- Alice Eve - Emily Hamilton
- Brendan Gleeson - kapitan Charles Hamilton
- Oliver Jackson-Cohen - John Cantrell
- Jimmy Yuill - kapitan Eldridge
- Kevin McNally - Henry Maddux
- Sam Hazeldine - Ivan Reynolds
- Pam Ferris - pani Bradley
- John Warnaby - Ludwig Griswold
- Brendan Coyle - Reagan